# Elo Marítimo Recreativo Clube
Elo Marítimo Recreativo Clube foi um clube brasileiro de futebol, da cidade de Belém, capital do estado do Pará. Suas cores são verde e branco.
Atualmente com estatuto de clube amador, o Elo Marítimo disputou 2 edições do Campeonato Paraense de Futebol, em 1989 e 1990. Neste último, conquistou uma inesperada vitória sobre o tradicional Paysandu, por 2 a 0. Terminou em sexto lugar na classificação geral, sendo eliminado na segunda fase juntamente com o Sport Belém. Como não possuía estádio para mandar seus jogos, o clube usou o Baenão e a Curuzu, ambos em Belém, para realização das partidas. O goleiro Ivair, que faria sucesso pelo Remo nos anos 90 e primeira metade da década seguinte, jogou pelo clube alviverde em 1989.
Desde 1991, o Elo nunca mais retornou ao profissionalismo, disputando atualmente campeonatos amadores.

## Participações no Campeonato Paraense
- Campeonato Paraense de Futebol: 2 (1989 e 1990)